# 池邊永晟
池邊 永晟（天文21年?（1552年？）－文祿2年1593年），日本戰國時代、安土桃山時代的武將，通稱龍右衛門，為立花家臣、立花家武者奉行、旗奉行，是池邊永貞（池邊彈正）之子。

## 生平

### 早期經歷
池邊姓起源推測為豐後日田郡有田郷西池部村(現日田市池辺町)。
池邊永晟起初跟隨戶次鑑連（立花道雪）於永祿11年（1568年）4~7月筑前討伐立花鑑載的戰鬥中與立花統春、十時惟道、臼杵鎮氏等共同奮戰生捕安武民部，永祿12年（1569年）5月對抗毛利軍的多多良濱之戰、天正11年（1583年）4月16日擊破筑紫廣門的志免町吉原口之戰、天正13年（1585年）6月筑後遠征期間，與同僚十時惟道、安東幸貞共同擔任偵查物見隊探查敵情並擊退草野家伏兵等，自永祿年間以來轉戰各地，多次立下戰功，其剛勇常受人稱道。

### 受任要職
立花家武者奉行內田鎮家隱居後，永晟便依軍功和其被認為「寡默公正」的性格，受道雪的養子立花宗茂提拔而擔任武者奉行。
天正14年（1586年），島津家在「沖田畷之戰」擊敗龍造寺家後，逐漸將九州統一，而原本與之對抗的大友家剩餘豐後和筑前得以防守。島津家於筑前攻落立花宗茂之父高橋紹運的岩屋、寶滿城後，直逼立花山城；此時，永晟跟隨宗茂對其抵抗，並等待豐臣家的援軍到來。最後，島津軍因為豐臣援軍的毛利、小早川軍來援而撤退。
8月25日，立花宗茂追擊島津軍至高鳥居城，並展開攻略；永晟因身為武者奉行而須記錄軍功，當時家中年輕的小將十時連久和立花統春因共同討取敵總大將星野吉實而出現軍功歸屬的問題，池邊永晟向主公立花宗茂詢問處理方式，結果宗茂讓他將兩人的軍功並列而解決這個問題。

### 豪勇之士
天正15年（1587年）九州征伐過後，立花宗茂受領筑後柳川領地成為大名，9月下旬參加討伐因不滿新領主佐佐成政的失政而爆發的「肥後國人一揆」，永晟跟隨主君宗茂救援被包圍在平山東・西付城而糧食不足的佐佐成政軍。救援成功後，立花軍遭到一揆聯軍隈部家的有動兼元及邊春親行、和仁親實、大津山家稜共3千兵力的包圍，並且兼元分三隊在主要道路埋伏。立花軍在突圍陷入混戰之際，雙方旗本武士盡皆近身搏戰，此時敵將中村出羽單騎提刀連斬五人，永晟見狀於是自報名號與其進行馬上單挑，最終將之擊殺。
接著回軍柳川城途中攻擊太田黑城時，在一陣亂戰中永晟找到城主大知越前守並再次提出單挑；此時永晟身穿黑系威鎧、騎青毛馬，大知越前身穿色色威甲冑、乘月毛馬，兩人在馬上交鋒後棄刀相撲並落馬，永晟隨即押住對方將其討取，高喊討取敵大將大知越前守，敵兵遂潰敗遁走。
翌天正16年(1588年)5月27日，一揆首謀者隈部親永被送到柳川城等待處分，立花宗茂考量到隈部一族的武士名譽，而決定以「放討」方式解決，並選岀家中十二位家臣單挑隈部一族十二人，永晟與其弟貞政因同為家中知名的豪勇之士而被選為立花方的討者之一，成功討殺對手。

### 戰死朝鮮
文祿元年（1592年），立花家奉命參加豐臣秀吉發動的侵略朝鮮戰事時，池邊永晟改任旗奉行。於「文祿之役」中的「碧蹄館大戰」，立花軍被推為先鋒之職對抗明軍。
在開戰前的作戰會議中，永晟向主君宗茂提出:「我們日本的軍隊在國內多是小人數之間的戰鬥，然而明朝軍隊是以數個部隊來進軍的，散兵戰不足以相抗衡，應該分為前、中、後三備隊來應戰。」於是立花宗茂將軍勢以小野鎮幸、米多比鎮久率先鋒隊，中備隊為十時惟道、內田統續及永晟，後備則是宗茂自己與胞弟高橋統增率領。隨後又決定讓十時、內田及永晟等中備轉為先鋒以鶴翼之陣、中備小野、米多比以魚鱗之陣，宗茂及統增的後軍則以長蛇之陣來進軍。
在午前的前哨戰中，先鋒十時惟道、內田統續越過礪石嶺前進至越川峠，正面突擊明軍將領查大受。惟道於戰鬥中中箭負傷，永晟代替惟道指揮其部隊殺出血路，接應立花軍第二陣的小野鎮幸、米多比鎮久所率部隊並退到後陣，此時明軍從北方接連出現，主君宗茂與其弟高橋統增率兵從旁襲擊，永晟又率所部深入突擊，最終一連上下93人陣亡於此役。永晟無子，其本人的家系斷絕。
其弟池邊貞政之後也戰死於「露梁海戰」。